# Дом Ушковой
Дом Зинаиды Николаевны Ушковой (тат. Зинаида Ушкова йорты) — здание в Казани, перестроенное в начале XX века в эклектичном стиле. Дом Ушковой является яркой достопримечательностью центра города, объектом культурного наследия федерального значения. С 1919 по 2020 год он является центральным зданием главной республиканской библиотеки (ныне — Национальная библиотека Республики Татарстан). Сейчас здание открыто для посещения экскурсий, но ожидает реставрации.

## Описание
Дом Ушковой представляет собой двухэтажное оштукатуренное кирпичное здание, имеющее в плане форму незамкнутого каре с несколькими небольшими плоскими ризалитами на фасадах.
Внутренняя планировка дома построена по анфиладной системе и отвечает назначению помещений: на верхнем этаже располагались жилые парадные комнаты; на нижнем этаже располагались торговые залы, отделённые коридорами от подсобных помещений:25.
Входы в торговые помещения размещались на уличных фасадах. Парадный вход в дом находится почти в центре главного фасада. Архитектурная композиция, декоративное убранство фасадов и интерьера, несмотря на разнохарактерность стилей, отличаются высоким мастерством. Два одинаковых по высоте объёма сопрягаются под прямым углом, где на кронштейне помещён круглый эркер, увенчанный куполом, прорезанным люкарнами.
Нижний этаж, стоящий на невысоком цоколе, прорезан глубоким горизонтальным рустом и обработан «под шубу»; почти квадратные витрины окна обрамлены профилированной тягой и завершены ажурными металлическими сандриками. Между этажами проходит антаблемент с узкими горизонтальными филёнками во фризе.
Верхняя часть фасадов декорирована лепным орнаментом с элементами барокко. Для подчеркивания наиболее важных композиционных частей здания в орнамент включены изображения орлов, драконов. Окна верхнего этажа частично прямоугольные и частично с лучковыми перемычками, обрамлены наличниками. Обработка прямоугольных окон очень пышна: перевитые гирлянды и пилястры, несущие полукруглые фронтоны с картушами. Окна с лучковыми перемычками украшены более скромными сандриками с лепниной. Металлические решетки балконов стилистически подчинены основному декору фасада. Венчающий карниз украшен модульонами. Над ризалитами размещаются аттики.
Согласно вкусам конца XIX — начала XX веков каждое помещение отделано в своём стиле (неоготика, бонапартистский ампир, рококо, псевдовосточная стилистика). Мебель в комнатах была подобрана соответственно стилям. Полы почти во всех помещениях из наборного паркета.
Находящийся на втором этаже парадный зал выполнен в стиле ампир: потолки покрыты богатым орнаментом, включающим военную атрибутику (щиты, мечи, орлы, изображения Горгоны, крылатых львов и коней) и вензели «N» («Наполеон»). Десюдепорты лакированных дверей украшены горельефами орлов.

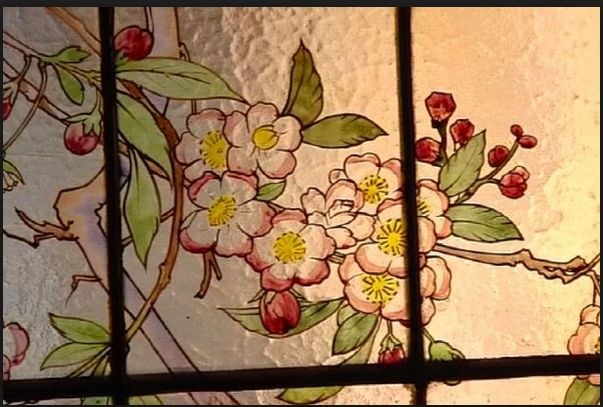
Оригинальный витраж

Стены бывшей столовой обшиты панелями из морёного дуба, а потолок обработан в виде кессонов, в готических мотивах.
В помещении бывшей гостиной, отделанной под рококо, сохранился камин из тёмного мрамора, в ампирных формах.
Главным украшением мавританского зала являются двери, покрытые арабской вязью. Жемчужиной особняка считается «сад-грот» — зал верхнего этажа, напоминающий пещеру: с потолка свисают сталактиты, в расщелинах стен, облицовка которых выполнена из природного ракушечника, пробиваются вьющиеся растения:26. В огромном аквариуме сохранились раковины, камни, фонтанчик в виде диковинной рыбы.
Интерьер парадной лестницы исполнен в «китайских» мотивах (в духе «Шинуазри») с живописными витражами-картинами, расписанными стенами-панно, обрамлёнными деревом, с имитацией под бамбук, с драконами в ограждении лестницы и на двери.
Кроме того, сохранились витражи на лестнице работы мастерской Шарля Шампиньоля, знаменитого французского мастера.

## История

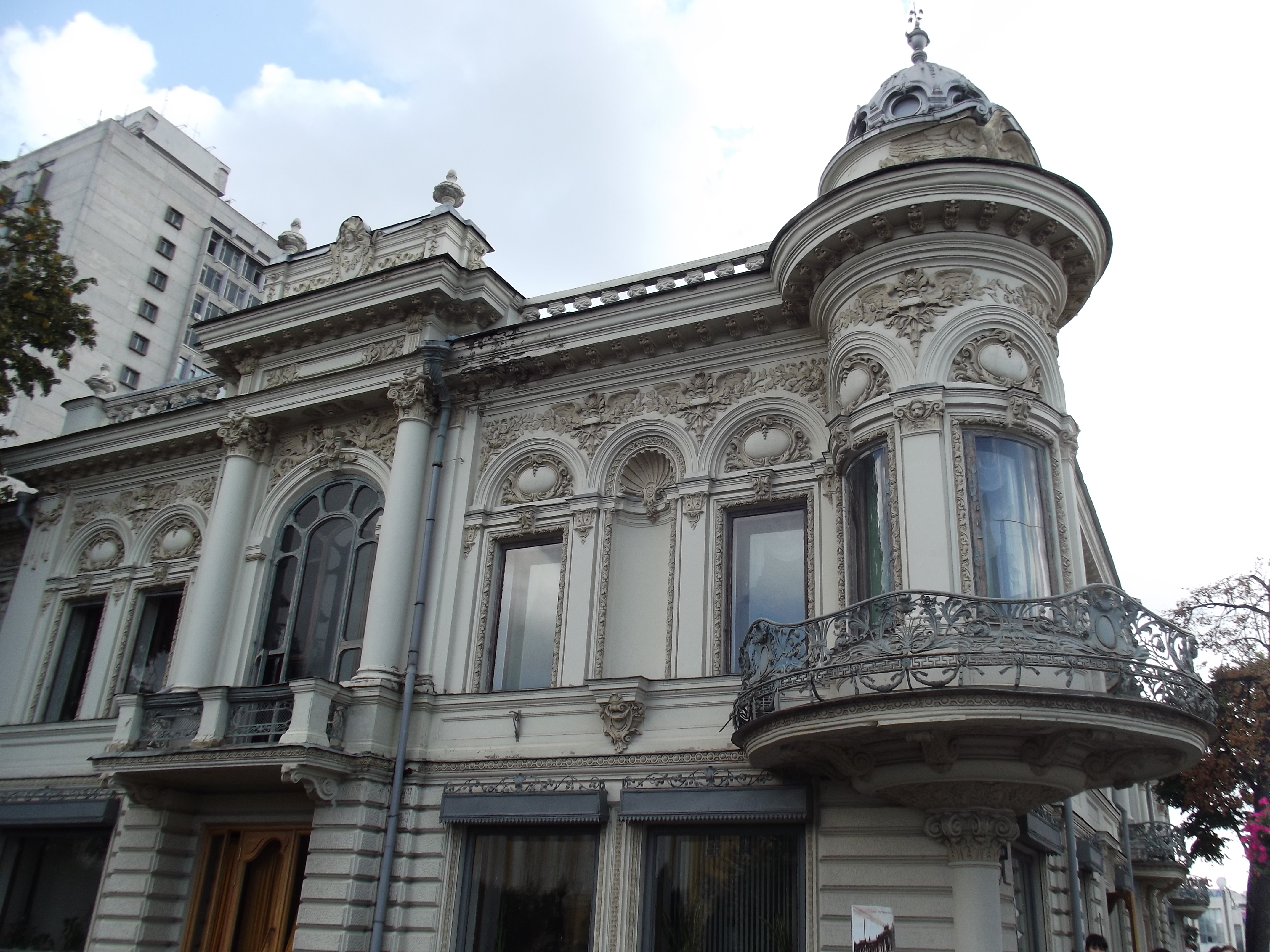
Вид на Дом Ушковой с улицы Лобачевского

Во время учёбы на естественном факультете Казанского университета Алексей Ушков (1879—1948) — один из сыновей владельца предприятий «Товарищества химических заводов П. К. Ушкова и К°» К. К. Ушкова и внук чайного магната А. С. Губкина — женился на Зинаиде Николаевне Высоцкой — дочери Николая Фёдоровича Высоцкого (1843—1922), профессора хирургической патологии.
В качестве свадебного подарка для жены Алексей Константинович заказал архитектору-строителю Казанской художественной школы и Казанского университета:23-25 Карлу Людвиговичу Мюфке проекты перестройки домов в Москве (особняк Ермолова на Пречистенке, 20) и в Казани (здания на Воскресенской улице). О том, кто занимался перестройкой московского здания, точных сведений нет. Реконструкцию казанских зданий осуществил сам К. Л. Мюфке. Оба были выполнены в смешанном стиле с преобладанием ампира и барокко.
Дом Ушковой был реконструирован в 1904—1908 годах (по другим сведениям, в 1903—1907 годах) из трёх домов, располагавшихся на Воскресенской улице. Архитектор был настолько увлечён работой, что даже иногда пренебрегал своей безопасностью:

Вчера на стройке дома Ушкова с лесов упал архитектор Мюфке…— «Казанский телеграф», 1906.:26
 Он сломал два ребра, но работу не оставил и, отряхнувшись, мужественно полез на леса:26.
Здание было умело вписано в окружающее пространство. Круговой эркер выполнен по мотивам Воскресенского собора, стоявшего напротив северного фасада. Непосредственно у северного фасада дома, на углу Воскресенской улицы и улицы Лобачевского (бывшей Баратаевской), находится небольшой сквер Лобачевского, в котором стоит памятник Н. И. Лобачевскому. Напротив главного фасада, через улицу, находятся Ректорский дом, а также западное крыло главного здания Казанского университета, пристройкой которого также занимался Мюфке.
Большая часть помещений здания с момента постройки сдавались внаём — под жильё и коммерцию. Например, на первом этаже располагались магазины.
После Октябрьской революции собственность Ушковых была экспроприирована. В 1919 году Дом Ушковой стал главным зданием Центральной губернской библиотеки (с 1923 года — Центральная городская библиотека им. В. И. Ленина, с 1934 года — Областная библиотека им. В. И. Ленина, с 1941 года — Республиканская библиотека им. В. И. Ленина, с 5 ноября 1991 года — Национальная библиотека Республики Татарстан) — одной из крупнейших библиотек Поволжья.
В 2020 году начался процесс переезда библиотеки в новое здание — бывший Национальный культурный центр «Казань». На новом месте библиотека открылась 1 сентября 2020 года, дом Ушковой ожидает реставрация и новое использование.
В доме прекрасно сохранилась первоначальная внутренняя планировка и отделка интерьера.
Постановлением Совета Министров Татарской АССР № 21 от 13 января 1961 года здание было поставлено на охрану как памятник архитектуры местного значения. Указом Президента Российской Федерации № 176 от 20 февраля 1995 года Дом Ушковой признан памятником градостроительства и архитектуры федерального значения.

## Интересные факты
- Зинаида Николаевна и Алексей Константинович Ушковы расстались через три года после свадьбы, решив предоставить друг другу полную свободу. А. К. Ушков женился повторно на Александре Михайловне Балашовой, прима-балерине Большого театра[8]. Они жили на Пречистенке в доме по соседству с З. Н. Ушковой.
- Полученной за работу над домом Ушковой суммы К. Л. Мюфке хватило на строительство собственного дома[3]:26: «особняка Мюфке» на Кирпично-Заводской улице (ныне — улица Хади Атласи, 28).
- В заставке передачи Код молодости (проекта Fam TV) использованы интерьеры лестницы Национальной Библиотеки ведущей на второй этаж, а также белая сакура, и дверные ручки в виде драконов.